# Loriini
I Loriini Selby, 1836 sono una tribù di uccelli di piccole o medie dimensioni della famiglia Psittaculidae, noti comunemente come lori o lorichetti.
Sono largamente distribuiti in tutta la regione australasiana, comprendente l'Asia sud-orientale, la Polinesia, la Papua Nuova Guinea e l'Australia, e la maggior parte di essi presenta un piumaggio dai colori brillanti.

## Descrizione

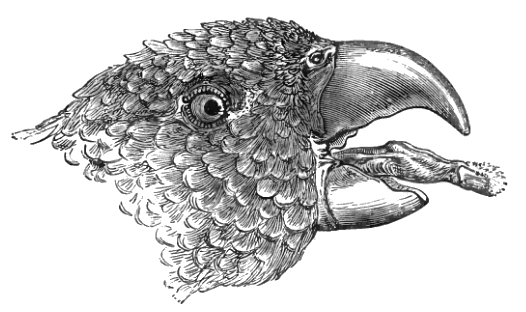
Lingua di un lori

I loriini hanno lingue dalla punta a spazzola per nutrirsi di nettare e di frutti morbidi. Possono nutrirsi dei fiori di circa 5000 specie di piante e usano le loro lingue specializzate per raccogliere il nettare. La punta delle loro lingue ha ciuffi di papille (peli estremamente fini) con cui raccolgono il nettare e il polline.
I lorichetti hanno ali affusolate e code appuntite che permettono a questi uccelli di volare facilmente e con grande agilità. Hanno anche piedi e zampe robusti. Tendono ad avere una personalità iperattiva e buffa sia in cattività che in natura.

## Classificazione
I lori ed i lorichetti vengono solitamente classificati come una tribù, Loriini della famiglia Psittaculidae.
La tribù comprende i seguenti generi e specie:
- Genere Chalcopsitta Bonaparte, 1850 (3 spp.)
  - Chalcopsitta atra (Scopoli, 1786) - lori nero
  - Chalcopsitta duivenbodei (Dubois, 1884) - lori bruno
  - Chalcopsitta scintillata Temminck, 1835 - lori striegialle
- Genere Eos Wagler, 1832 (6 spp.)
  - Eos histrio (Statius Müller, 1776) - lori rossoblu
  - Eos squamata (Boddaert, 1783) - lori colloviola
  - Eos bornea (Linnaeus, 1758) - lori rosso
  - Eos reticulata (S.Müller, 1841) - lori strieblu
  - Eos cyanogenia Bonaparte, 1850 - lori alinere
  - Eos semilarvata Bonaparte, 1850 - lori guanceblu
- Genere Pseudeos Peters, 1935 (2 sp.)
  - Pseudeos cardinalis (Gray, 1849) - lori cardinale
  - Pseudeos fuscata Blyth, 1858 - lori fosco
- Genere Trichoglossus Stephens, 1826 (13 spp.)
  - Trichoglossus ornatus (Linnaeus, 1758) - lorichetto ornato
  - Trichoglossus forsteni Bonaparte, 1850 - lorichetto dal petto scarlatto
  - Trichoglossus weberi (Büttikofer, 1894) - lorichetto di Flores
  - Trichoglossus capistratus (Bechstein, 1811) - lorichetto delle calendule
  - Trichoglossus haematodus (Linnaeus, 1771) - lorichetto dei cocchi
  - Trichoglossus rosenbergii Schlegel, 1871 - lorichetto di Biak
  - Trichoglossus moluccanus (Gmelin, JF, 1788) - lorichetto di Swainson o lorichetto arcobaleno
  - Trichoglossus rubritorquis Vigors & Horsfield, 1827 - lorichetto dal collare rosso
  - Trichoglossus euteles (Temminck, 1835) - lorichetto dalla testa oliva
  - Trichoglossus flavoviridis Wallace, 1863 - lorichetto giallo e verde
  - Trichoglossus johnstoniae Hartert, 1903 - lorichetto di Mindanao
  - Trichoglossus rubiginosus (Bonaparte, 1850) - lorichetto di Pohnpei
  - Trichoglossus chlorolepidotus (Kuhl, 1820) - lorichetto dal petto scaglioso
- Genere Psitteuteles Bonaparte, 1854 (3 spp.)
  - Psitteuteles versicolor (Lear, 1831) - lorichetto variopinto
  - Psitteuteles iris (Temminck, 1835) - lorichetto iris
  - Psitteuteles goldiei (Sharpe, 1882) - lorichetto di Goldie
- Genere Lorius Vigors, 1825 (6 spp.)
  - Lorius garrulus (Linnaeus, 1758) - lori garrulo
  - Lorius domicella (Linnaeus, 1758) - lori nucaviola
  - Lorius lory (Linnaeus, 1758) - lori capinero
  - Lorius hypoinochrous Gray, GR, 1859 - lori panciaviola
  - Lorius albidinucha (Rothschild & Hartert, 1924) - lori nucabianca
  - Lorius chlorocercus Gould, 1856 - lori mentogiallo
- Genere Phigys Gray, 1870 (1 sp.)
  - Phigys solitarius (Suckow, 1800) - lori dal collare
- Genere Vini Lesson, 1833 (5 spp.)
  - Vini australis (J.F.Gmelin, 1788) - lorichetto capoblu
  - Vini kuhlii (Vigors, 1824) - lorichetto di Kuhl
  - Vini stepheni (North, 1908) - lorichetto di Stephen
  - Vini peruviana (Statius Müller, 1776) - lorichetto blu
  - Vini ultramarina (Kuhl, 1820) - lorichetto oltremarino
- Genere Glossopsitta Bonaparte, 1854 (1 spp.)
  - Glossopsitta concinna (Shaw, 1791) - lorichetto muschiato
- Genere Parvipsitta Mathews, 1916 (2 spp.)
  - Parvipsitta porphyrocephala (Dietrichsen, 1837) - lorichetto capoviola
  - Parvipsitta pusilla (Shaw, 1790) - lorichetto minore
- Genere Charmosyna Wagler, 1832 (14 spp.)
  - Charmosyna palmarum (J.F.Gmelin, 1788) - lorichetto delle palme
  - Charmosyna rubrigularis (P.L.Sclater, 1881) - lorichetto mentorosso
  - Charmosyna meeki (Rothschild & Hartert, 1901) - lorichetto di Meek
  - Charmosyna toxopei (Siebers, 1930) - lorichetto fronteazzurra
  - Charmosyna multistriata (Rothschild, 1911) - lorichetto striato
  - Charmosyna wilhelminae (A.B.Meyer, 1874) - lorichetto pigmeo
  - Charmosyna rubronotata (Wallace, 1862) - lorichetto fronterossa
  - Charmosyna placentis (Temminck, 1835) - lorichetto fianchirossi
  - Charmosyna diadema † (J.Verreaux & Des Murs, 1860) - lorichetto della Nuova Caledonia
  - Charmosyna amabilis (E.P. Ramsay, 1875) - lorichetto golarossa
  - Charmosyna margarethae Tristram, 1879 - lorichetto della duchessa
  - Charmosyna pulchella G.R.Gray, 1859 - lorichetto fatato
  - Charmosyna josefinae (Finsch, 1873) - lorichetto di Josephine
  - Charmosyna papou (Scopoli, 1786) - lorichetto papua
- Genere Oreopsittacus Salvadori, 1877 (1 sp.)
  - Oreopsittacus arfaki (Meyer, 1874) - lorichetto guanceviola
- Genere Neopsittacus Salvadori, 1875 (2 spp.)
  - Neopsittacus musschenbroekii (Schlegel, 1871) - lorichetto beccogiallo
  - Neopsittacus pullicauda Hartert, 1896 - lorichetto beccoarancio

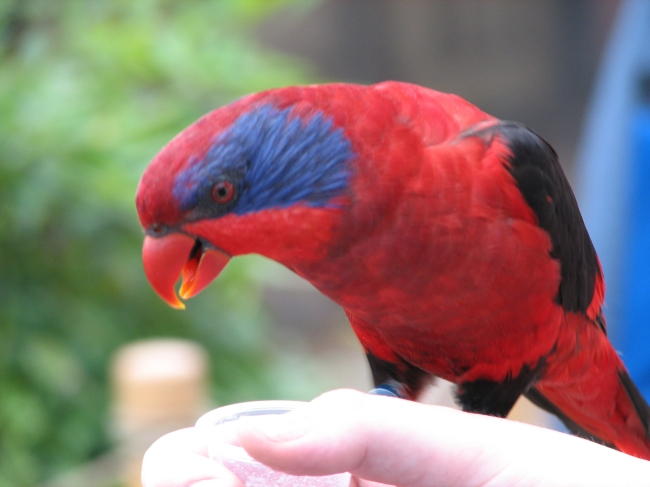
Lori dalle ali nere
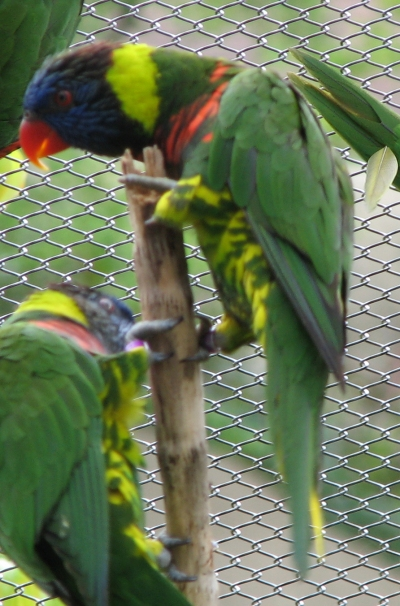
Lorichetto dalla nuca verde (sottospecie di lorichetto arcobaleno)
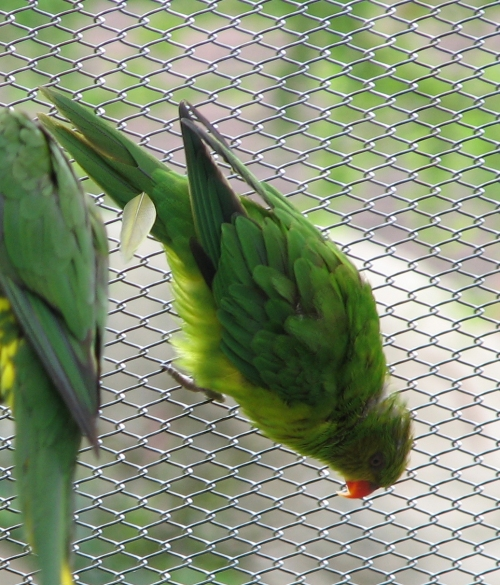
Lorichetto dalla testa oliva
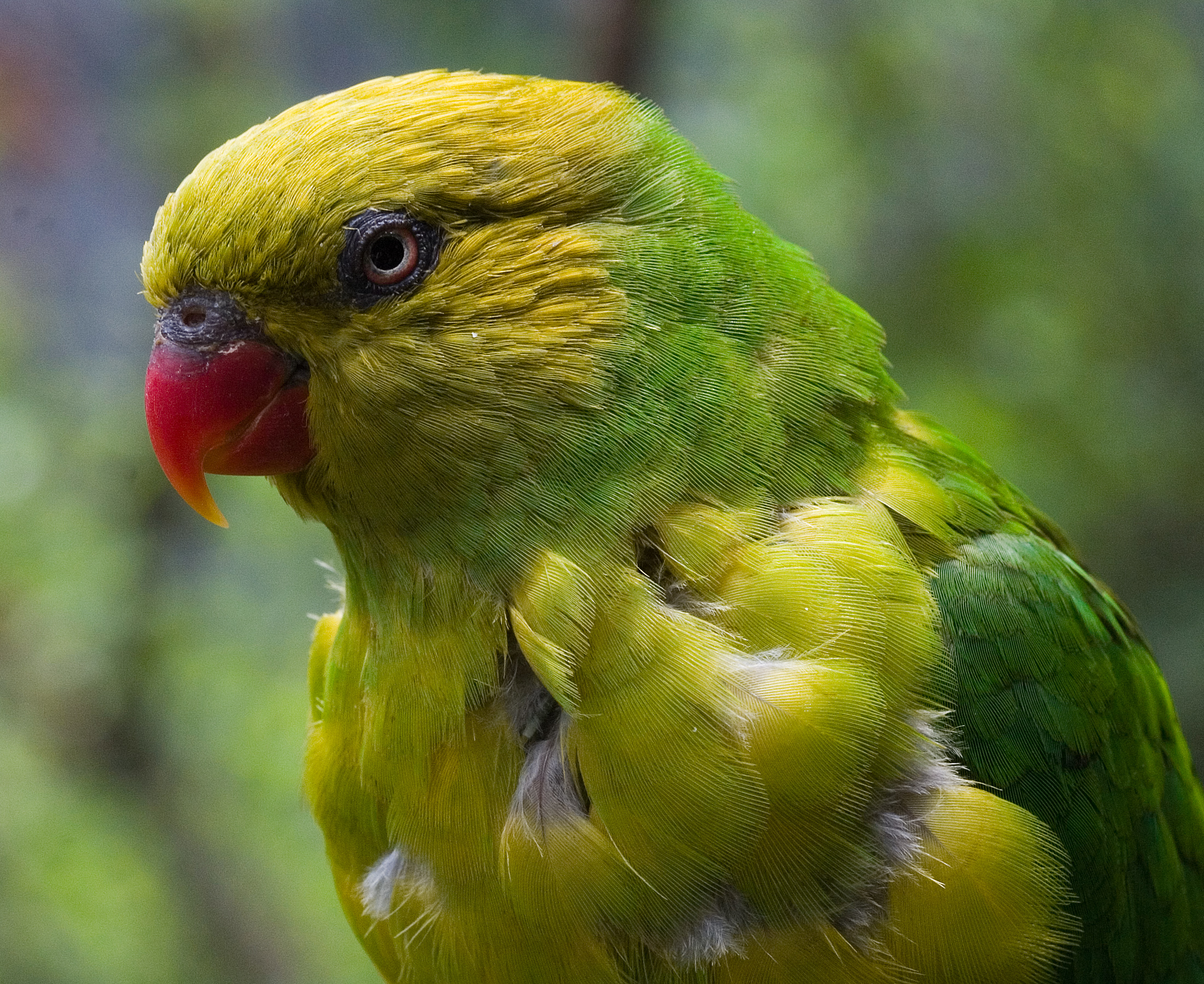
Lorichetto dalla testa oliva
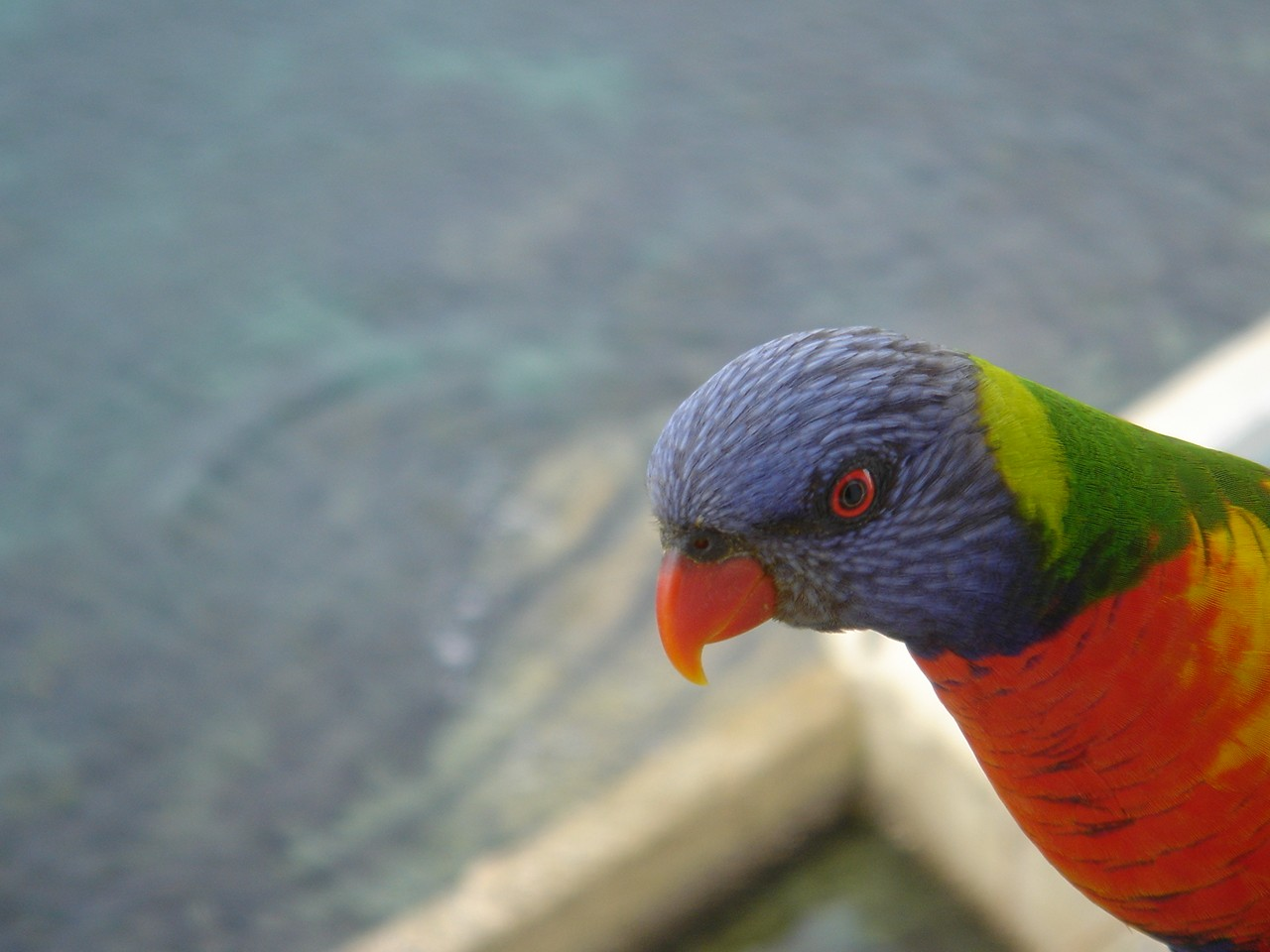
Lorichetto arcobaleno
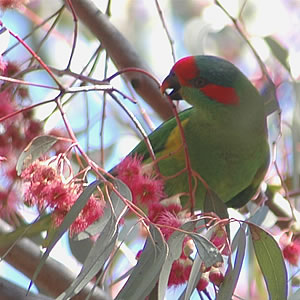
Lorichetto muschiato
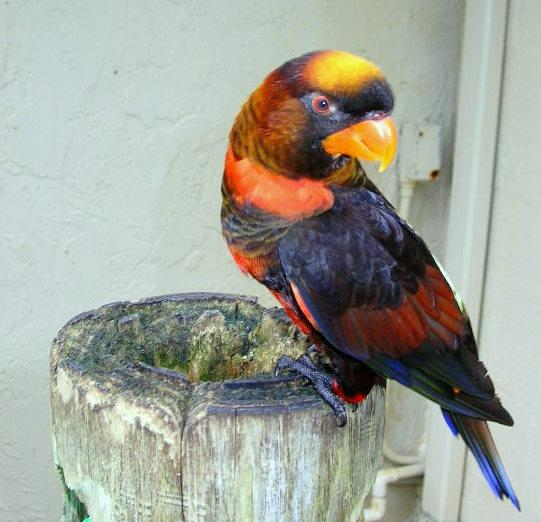
Lori scuro

## Conservazione
Il lorichetto oltremarino (Vini ultramarina) è considerato in pericolo di estinzione.  Il lorichetto blu (Vini peruviana) viene classificato come vulnerabile. L'introduzione di ratti europei sulle piccole isole abitate da questi uccelli è la causa principale della loro rarità.